# 韓文 (天順進士)
韓文（？—1499年），直隸保定府新城縣（今河北省高碑店市新城鎮）人，明朝政治人物，天順丁丑進士。弘治初官至寧夏巡撫。

## 生平
天順元年（1457年），登丁丑科進士。天順六年，授行人司行人。成化七年，任副使，前往琉球國。后任戶部員外郎、戶部郎中。成化十四年，任陝西布政司右參議。成化二十一年五月，任陝西布政司右參政。弘治元年（1488年）正月，改陝西布政司右布政使、左布政使。弘治三年，任都察院右副都御史、廵撫寧夏。弘治七年致仕。